# Образователна реформа
Образователна реформа е образователна политика, която има за цел подобряването на държавното образование.
Малки подобрения в образованието теоретично могат да имат голяма „възвръщаемост“ и ефект в социален, здравен план, за благосъстоянието и самочувствието. Исторически реформите, които се предприемат, зависят от мотивацията на реформаторите, която е различна.
Свързан термин е образователна промяна, който понякога се използва като синоним на образователната реформа, макар да има по-различно значение.

## Съвременни реформи
Макар че реформи в образованието е имало през цялата история на образователните системи, съвременната представа за реформа възниква с налагането на задължителното образование, което реално създава широката мрежа от училища и учебни заведения в повечето страни, които са достатъчно систематизирани и прилагат общи образователни практики, така че да могат да бъдат реформирани.

### Съвременни проблеми
Някои от темите в западните училища:
- големина на паралелките (необходимост от по-малки паралелки)
- Интернет и компютърен достъп в училищата
- мултимедийно образование
- намаляване броя на напускащите преди завършване училищната и образователната система
- намаляване на абсентеизма (отсъствията)
- въпроси, свързани със съдържанията на учебниците
- финансиране, инфраструктура и пособия

## Мотиви
Образователни реформи се преследват по различни причини, но най-често те се опитват да засегнат и решат някои от социалните проблеми като дължащи се на бедност, произтичащи от пол (джендър) или социална класа (както и други) неравенства или видима неефективност на образователната система.